# Halowe Mistrzostwa Europy w Lekkoatletyce 1972 – bieg na 3000 m mężczyzn
Bieg na 3000 metrów mężczyzn – jedna z konkurencji biegowych rozgrywanych podczas halowych lekkoatletycznych mistrzostw Europy w hali Palais des Sports w Grenoble. Rozegrano od razu bieg finałowy 12 marca 1972. Zwyciężył reprezentant Związku Radzieckiego Juris Grustiņš. Tytułu zdobytego na poprzednich mistrzostwach nie bronił Peter Stewart z Wielkiej Brytanii.

## Rezultaty

### Finał
Rozegrano od razu bieg finałowy, w którym wzięło udział 7 biegaczy.

Opracowano na podstawie materiału źródłowego.
| Miejsce | Zawodnik         | Czas    |
| ------- | ---------------- | ------- |
| 1       | Juris Grustiņš   | 8:02,85 |
| 2       | Jurij Aleksaszin | 8:03,20 |
| 3       | Ulrich Brugger   | 8:05,07 |
| 4       | André Ornelis    | 8:11,43 |
| 5       | Per Halle        | 8:15,49 |
| 6       | Renzo Finelli    | 8:18,74 |
| 7       | Michel Géraudie  | 8:24,48 |